# Вињале Лунго
Вињале Лунго је насеље у Италији у округу Сиракуза, региону Сицилија.
Према процени из 2011. у насељу је живело 74 становника. Насеље се налази на надморској висини од 100 м.